# Hymenancora
Hymenancora is een geslacht van sponsdieren uit de klasse van de Demospongiae (gewone sponzen).

## Soorten
- Hymenancora biscutella (Topsent, 1904)
- Hymenancora conjungens Lundbeck, 1910
- Hymenancora dogieli Koltun, 1952
- Hymenancora duplicata Lundbeck, 1910
- Hymenancora exigua (Kirkpatrick, 1907)
- Hymenancora inaequalis (Topsent, 1927)
- Hymenancora interjecta Lundbeck, 1910
- Hymenancora japycina (Topsent, 1927)
- Hymenancora laevis (Thiele, 1905)
- Hymenancora lundbecki Hentschel, 1912
- Hymenancora orientalis (Koltun, 1959)
- Hymenancora pecqueryi (Topsent, 1890)
- Hymenancora rhaphidophora Hentschel, 1914
- Hymenancora rufa (Kirkpatrick, 1907)
- Hymenancora simplicissima (Hentschel, 1911)
- Hymenancora sirventi (Topsent, 1927)
- Hymenancora tenuisclera Lundbeck, 1910
- Hymenancora tenuissima (Thiele, 1905)
- Hymenancora triungulata (Topsent, 1928)
- Hymenancora umbellifera (Topsent, 1904)